# Llista de municipis del districte de Považská Bystrica
Llista de tots els municipis del districte de Považská Bystrica de la regió de Trenčín.
Informació actualitzada per un bot. Els canvis manuals es perdran quan s'actualitzi!
| Escut | Municipi          | Població | Superfície km² | Densitat | Altitud | Codi postal                        | Codi territorial | Dades a Wikidata              |
| ----- | ----------------- | -------- | -------------- | -------- | ------- | ---------------------------------- | ---------------- | ----------------------------- |
|       | Bodiná            | 480      | 7,5            | 64,21    | 411     | 018 15 (pošta Prečín)              | SK0226557633     | Modifica les dades a Wikidata |
|       | Brvnište          | 1.167    | 6,9            | 168,16   | 360     | 018 12                             | SK0226512915     | Modifica les dades a Wikidata |
|       | Dolná Mariková    | 1.406    | 22,1           | 63,51    | 343     | 018 02                             | SK0226512966     | Modifica les dades a Wikidata |
|       | Dolný Lieskov     | 793      | 16,5           | 48,16    | 310     | 018 21                             | SK0226546640     | Modifica les dades a Wikidata |
|       | Domaniža          | 1.644    | 26,1           | 63,08    | 391     | 018 16                             | SK0226513008     | Modifica les dades a Wikidata |
|       | Hatné             | 632      | 5,4            | 116,29   | 310     | 018 02 (pošta Dolná Mariková)      | SK0226557510     | Modifica les dades a Wikidata |
|       | Horná Mariková    | 583      | 47,6           | 12,26    | 470     | 018 03                             | SK0226513083     | Modifica les dades a Wikidata |
|       | Horný Lieskov     | 502      | 4,9            | 102,51   | 355     | 018 21 (pošta Dolný Lieskov)       | SK0226580856     | Modifica les dades a Wikidata |
|       | Jasenica          | 1.245    | 7,3            | 170,58   | 312     | 018 17                             | SK0226513172     | Modifica les dades a Wikidata |
|       | Klieština         | 332      | 5,3            | 62,47    | 380     | 018 02 (pošta Dolná Mariková)      | SK0226557552     | Modifica les dades a Wikidata |
|       | Kostolec          | 272      | 4              | 67,98    | 495     | 017 05 (pošta Považská Bystrica 5) | SK0226513245     | Modifica les dades a Wikidata |
|       | Malé Lednice      | 494      | 15,1           | 32,7     | 418     | 018 16 (pošta Domaniža)            | SK0226557579     | Modifica les dades a Wikidata |
|       | Papradno          | 2.357    | 56             | 42,11    | 400     | 018 13                             | SK0226513466     | Modifica les dades a Wikidata |
|       | Plevník-Drienové  | 1.718    | 13             | 131,96   | 304     | 018 26                             | SK0226513474     | Modifica les dades a Wikidata |
|       | Podskalie         | 153      | 7,7            | 19,91    | 358     | 018 22 (pošta Pružina)             | SK0226580864     | Modifica les dades a Wikidata |
|       | Považská Bystrica | 36.961   | 90,6           | 408,16   | 288     | 017 01                             | SK0226512842     | Modifica les dades a Wikidata |
|       | Počarová          | 158      | 2,3            | 68,23    | 383     | 018 15 (pošta Prečín)              | SK0226558222     | Modifica les dades a Wikidata |
|       | Prečín            | 1.561    | 17,6           | 88,54    | 400     | 018 15                             | SK0226513563     | Modifica les dades a Wikidata |
|       | Pružina           | 2.113    | 40,4           | 52,26    | 420     | 018 22                             | SK0226513601     | Modifica les dades a Wikidata |
|       | Slopná            | 496      | 7,6            | 64,91    | 309     | 018 21 (pošta Dolný Lieskov)       | SK0226557480     | Modifica les dades a Wikidata |
|       | Stupné            | 687      | 7,5            | 91,37    | 330     | 018 12 (pošta Brvnište)            | SK0226513687     | Modifica les dades a Wikidata |
|       | Sverepec          | 1.404    | 6,2            | 225,21   | 302     | 017 01 (pošta Považská Bystrica 1) | SK0226518913     | Modifica les dades a Wikidata |
|       | Sádočné           | 158      | 7,5            | 21,05    | 415     | 018 16 (pošta Domaniža)            | SK0226557595     | Modifica les dades a Wikidata |
|       | Udiča             | 2.249    | 22,1           | 101,57   | 282     | 018 01                             | SK0226513741     | Modifica les dades a Wikidata |
|       | Vrchteplá         | 248      | 4,9            | 50,64    | 520     | 017 05 (Považská Bystrica 5)       | SK0226513784     | Modifica les dades a Wikidata |
|       | Záskalie          | 223      | 2,4            | 93,39    | 470     | 017 05 (pošta Považská Bystrica 5) | SK0226513822     | Modifica les dades a Wikidata |
|       | Čelkova Lehota    | 160      | 3,7            | 43,17    | 455     | 018 16 (pošta Domaniža)            | SK0226557561     | Modifica les dades a Wikidata |
|       | Ďurďové           | 165      | 4,8            | 34,26    | 440     | 018 22 (pošta Pružina)             | SK0226557609     | Modifica les dades a Wikidata |